# Spitalhof (Nürnberg)
Spitalhof (nürnbergisch: Schpittl, Schpitähl oder Schbidolfhuf) ist ein Stadtteil in der Östlichen Außenstadt Nürnbergs. Der statistische Distrikt 910 – Erlenstegen (Spitalhof) ist ein Teil von Erlenstegen. Die Straßenbezeichnung Spitalhof existiert noch heute. Der Spitalhof liegt etwa 4,5 km nordöstlich des Zentrums von Nürnberg.

## Geographie

### Lage
Spitalhof liegt am Fuße des Platnersbergs und bildet mit Erlenstegen im Osten und Steinplatte im Süden eine geschlossene Siedlung.

### Straßen

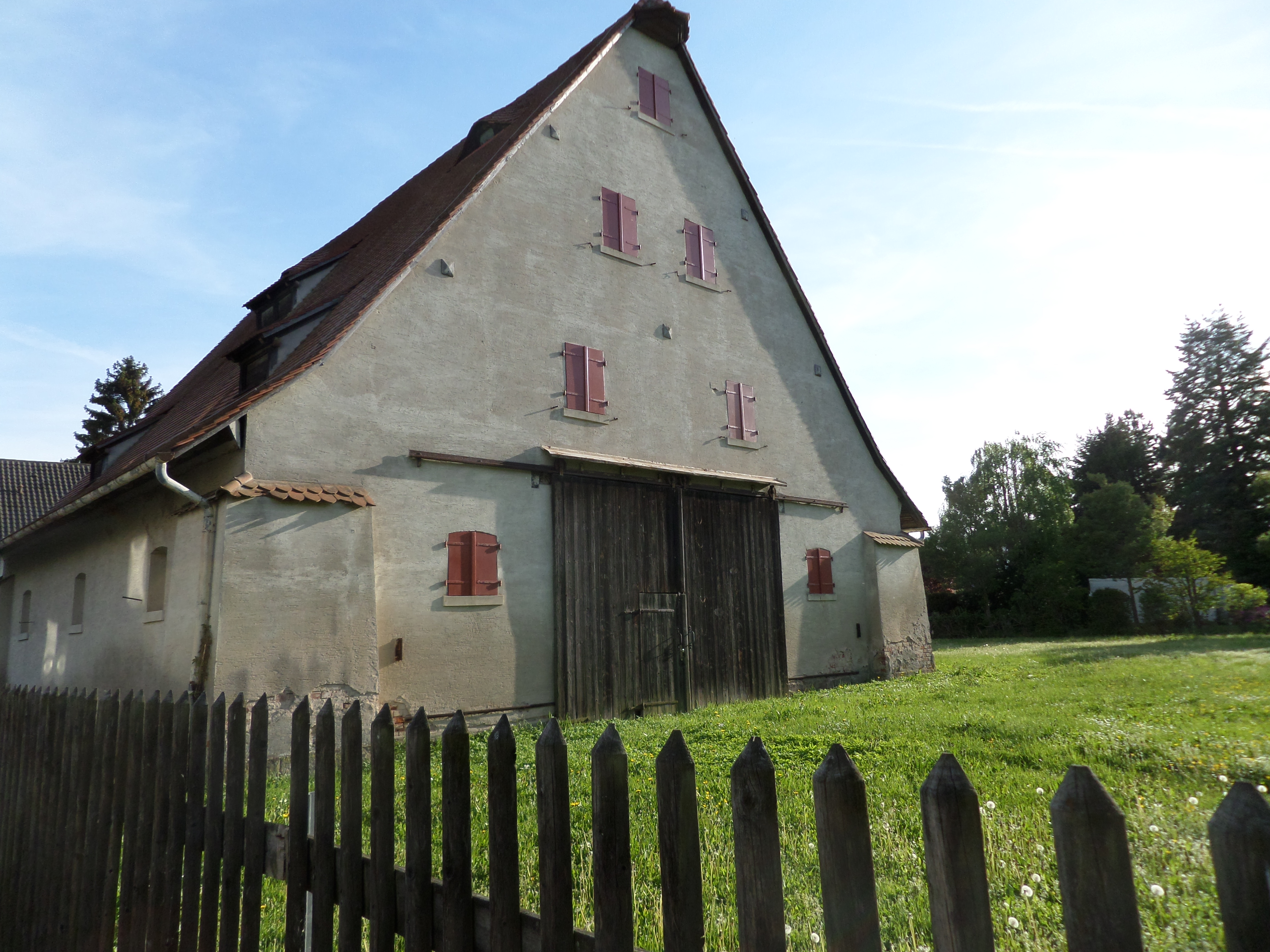
Spitalhof Hofanlage

- Dahlmannstr.
- Esperantostr.
- Ganghoferstr.
- Gervinusstr
- Händelstr.
- Hölderlinstr.
- Mozartstr.
- Spitalhof
- Stadenstr.
- Stormstr.

## Geschichte
1361 wurde der Ort als „Kyslinges hof“ erstmals schriftlich erwähnt, als Ritter Hermann v. Breitenstein seine Äcker bei diesem Hof dem Heilig-Geist-Spital aneignete. Benannt wurde das Anwesen nach dem Familiennamen Kiesling. Die heutige Namensform ist seit dem 15. Jahrhundert gebräuchlich; Grundherr des Hofes war schon damals das Spital. Im Ersten (1449/50) wie auch Zweiten Markgrafenkrieg (1552/54) wurde der Hof abgebrannt. 1565 wurde Spitalhof als Erbzinslehen an Bauern weitergegeben, die einen festen Teil ihrer Erträge an das Spitalamt abzuliefern hatten.
Gegen Ende des 18. Jahrhunderts bestand Spitalhof aus drei Anwesen (1 Halbhof, 2 Viertelhöfe). Das Hochgericht übte die Reichsstadt Nürnberg aus, was vom brandenburg-bayreuthischen Oberamt Baiersdorf bestritten wurde. Das Spitalamt Heilig Geist war Grundherr der Anwesen.
Von 1797 bis 1810 unterstand Spitalhof dem Justiz- und Kammeramt Erlangen. Im Rahmen des Gemeindeedikts wurde der Ort dem 1813 gebildeten Steuerdistrikt Erlenstegen und der im selben Jahr gegründeten Ruralgemeinde Erlenstegen zugeordnet. Am 1. Januar 1899 wurde Spitalhof mit Erlenstegen nach Nürnberg eingemeindet.
Wenige Jahrzehnte nach dem Zweiten Weltkrieg wurde Spital von dichter Wohnbebauung umschlossen. Margarete Kalb, die letzte Bäuerin des Spitalhofs, verstarb 1997.

### Baudenkmäler
In Spitalhof gibt es zwei Baudenkmäler:
- Spitalhof 1: Bauernhaus
- Spitalhof 3a,3b; Gervinusstraße 7: Bauernhaus, Stallgebäude und Scheune einer Hofanlage

### Einwohnerentwicklung
| Jahr      | 001818 | 001824 | 001836 | 001840 | 001861 | 001871 | 001885 |
| Einwohner | 27     | 25     | 34     | 34     | 51     | 38     | 67     |
| Häuser    | 5      | 3      | 4      | 8      |        |        | 10     |
| Quelle    | [ 10 ] | [ 6 ]  | [ 11 ] | [ 12 ] | [ 13 ] | [ 14 ] | [ 15 ] |

## Religion
Spitalhof ist seit der Reformation evangelisch-lutherisch geprägt und bis heute nach St. Jobst (Nürnberg) gepfarrt. Die Katholiken sind nach Allerheiligen (Schoppershof) gepfarrt.